# Volcán Arenal
Volcán Arenal er en vulkan i Costa Rica nær byen La Fortuna. Vulkanen er 1657 meter høj og ligger ved siden af Lago Arenal, som er en stor kunstig sø, og drivkraft bag et vandkraftværk. 
Indtil den 29. juli 1968 troede man at vulkanen var inaktiv, men et udbrud der dræbte 87 mennesker ændrede den opfattelse. Arenal har fortsat med at være aktiv frem til i dag og man skal ikke mange år tilbage før man finder de sidste dræbte ved vulkanen. Om natten kan man, hvis vejret ellers tillader det, se vulkanen spy lava op fra krateret.
10°27′48″N 84°42′12″V / 10.4633°N 84.7033°V